# Weser Flugzeugbau
Weser Flugzeugbau est une société de construction aéronautique allemande située à Brême, créée en 1934, successeur de Rohrbach Metall-Flugzeugbau. Elle fusionna en 1963 avec les successeurs de Focke-Wulf et de Focke-Achgelis pour donner naissance à Vereinigte Flugtechnische Werke.